# The Old Plantation
The Old Plantation è un'opera d'arte popolare realizzata su acquerello. L'opera fu realizzata verso la fine del diciottesimo secolo in una non meglio specificata piantagione di cotone della Carolina del Sud.
Il quadro ritrae schiavi afroamericani tra due piccoli edifici, mentre sullo sondo è possibile vedere un campo. Si tratta dell'unica opera della fine del diciottesimo secolo che ritrae esclusivamente afroamericani. Nonostante il quadro sia stato per molto tempo al centro delle attenzioni di studiosi e critici d'arte, l'attività che svolgono le persone ritratte in questo dipinto rimane ancora ignota. Secondo alcuni il quadro ritrae una festa di matrimonio mentre secondo altri i soggetti ritratti sul dipinto svolgono delle danze cerimoniali probabilmente originarie dell'Africa occidentale. Si possono scorgere inoltre due musicisti uno dei quali suona un molo, mentre il secondo sembra suonare una gudugudu.
Il quadro fu acquistato per Abby Aldrich Rockefeller da parte di Mary E. Lyles originaria della Carolina del Sud, che affermò che il quadro fosse stato dipinto in una piantagione che si trovava tra Charleston e Orangeburg, da uno dei suoi antenati.